# José Aldo
José Aldo da Silva Oliveira Júnior (født 9. september 1986 i Manaus i Brasilien) er en brasiliansk MMA-udøver som konkurrerer i Ultimate Fighting Championship. 
Mellem november 2010 og december 2015 samt mellem november 2016 og juni 2017 var han organisationens mester i fjervægt. Aldo var tidligere mester i fjervægt i World Extreme Cagefighting (WEC) inden organisationen slog sig sammen med UFC. He blev udnævnt som Sherdog's Fighter of the Year 2009.Fra november, 2005 til december, 2015, var Aldo ubesejret i 18 kampe. I Sherdog's April 2017 Pound-For-Pound-rangeret, var Aldo udnævnt som "the greatest featherweight in mixed martial arts history."

## Opvækst og tidlige karriere
Aldo er født opvokset i den brasilianske by Manaus under fattige forhold. Som 16-årig flyttede han till Rio de Janeiro for at træne Brasiliansk Jiu-jitsu under Andre Pederneiras på Nova União. Han begyndte at konkurrere i Brasiliansk Jiu-jitsu men trænede også thaiboxing. Et år senere – i august 2004 – fik han sin første professionelle kamp i MMA. Han mødtes landsmanden Mario Bigola og vandt på knockout efter 18 sekunder af 1. omgang.
Aldo fik sine 5 første kampe i Brasilien og han vandt samtlige i 1. omgang. I efteråret 2005 fik han 2 kampe i England og vandt også dem i 1. omgang. Med 7 sejre i træk fik Aldo chancen i den brasilianske organisation Jungle Fights da de afholdte deres femte galla i november 2005. Han mødte brasilianeren Luciano Azevedo, en grappler som havde vundet 5 sejre i træk. I den anden runde blev Aldo taget ned, og tvunget til at tappe ud til et rear naked choke. Dette var Aldos første nederlag.

## WEC
Aldo fortsatte efter med at kæmpe i forskellige organisationer og fik blandet andet en kamp i Pancrase i juli 2007. Efter yderligere tre sejre – samtlige via enstemmig afgørelse – skrev han kontrakt med den amerikanske organisation WEC. Han debuterede i WEC på WEC 34 i juni 2008 da han besejrede Alexandre Franca Nogueira via TKO. Kampen var Aldos første af i alt otte i organisationen hvor han vandt sin første mestertitel et halvt år senere.
I sin 2. kamp i organisationen besejrede han den kommende The Ultimate Fighter-vinder Jonathan Brookins via TKO. Efter at have vundet sine fem først kampe i WEC – samtlige via TKO – fik han i november 2009 chancen for at udfordre den regerende mester i fjervægt Mike Brown om titlen. Brown havde været mester siden november 2008 da han besejrede Urijah Faber og derefter forsvarede titlen yderligere to gange. Kampen mellem Brown og Aldo gik af stablen den 18. november 2009 på WEC 44. Efter at have domineret kampen vandt Aldo via teknisk knockout cirka en minut inde i den 2. omgang. Aldo blev dermed organisationens fjerde fjervægtsmester.
I januar, 2010 blev Aldo valgt til 2009's Fighter of the Year af MMA-webbplatsen Sherdog. I april 2010 forsvarede han fjervægtstitlen for første gang da han besejrede Urijah Faber. Sejren blev Aldos 10. i træk og indebar at han havde vundet 17 af sine 18 professionelle MMA-kampe. På WEC 51 i september 2010 forsvarede han sin titel på ny ved at at besejre Manvel Gamburjan via KO.

## Ultimate Fighting Championship
I slutningen af 2010 slog WEC sig sammen med søsterorganisationen UFC. UFC savnede ved tilfældet en fjervægtklasse og overtog ved sammenlægningen WEC:s modsvarende, og som regerende mester i vægtklassen blev Aldo dermed valgt som UFC's første fjervægtmester. På UFC 125 den 1. januar, 2011 skulle Aldo forsvare sin titel for første gang i UFC men han blev tvunget til at melde afbud på grund af en skade. I stedet mødt han Mark Hominick den 30. april, 2011 på UFC 129. Aldo vandt kampen via enstemmig afgørelse og forsvarede dermed UFC-titlen for første gang.
Den 8. oktober, 2011 mødtes Aldo og Kenny Florian på UFC 136. Aldo vandt kampen via enstemmig afgørelse. Næste kamp blev mod Chad Mendes den 14. januar, 2012 på UFC 142. Aldo vandt kampen via KO i 1. omgang.
Aldo og Frankie Edgar mødtes på UFC 156 den 2. februar 2013 i en kamp som Aldo vandt via enstemmig afgørelse. På UFC 163 den 3. august, 2013 besejrede Aldo Jung Chan-Sung via TKO i 4. omgang. Aldo besejrede herefter Ricardo Lamas via enstemmig afgørelse på UFC 169 den 1 februar, 2014.
På UFC 179 den 25. oktober, 2014 mødtes Aldo og Chad Mendes for 2. gang. Aldo vandt kampen via enstemmig afgørelse.
Den 12. december, 2015 mødtes Aldo og Conor McGregor på UFC 194. McGregor vandt kampen via KO bare 13 sekunder inde i 1. omgang. Det var den korteste titelkamp i organisationens historie og Aldos første nederlag i over 10 år.
Aldo og Frankie Edgar mødtes for anden gang den 9. juli 2016 på UFC 200 i en kamp om en interimtitel i fjervægt. Aldo vandt ligeledes denne gang kampen via enstemmig afgørelse. Den 26. november, 2016 meddelte UFC at McGregor frasagde sig titlen i fjervægt. José Aldo blev dermed endnu engang mester vægtklassen.
På UFC 212 den 3. juni 2017 mødtes Aldo og interimmesteren Max Holloway i en titelkamp i fjervægt. Holloway vandt kampen via TKO i 3. omgang. Den 2. december 2017 fik Aldo, som erstatning for den skadede Frankie Edgar, en returkamp mod Holloway. Holloway vandt ligeledes denne kamp via TKO i 3. omgang.

## Privatliv
Aldo var meget fattig da han voksede op med lidt eller intet mad. WEC generalforvalter Reed Harris siger, "They were telling me that Wagnney Fabiano would be at the gym, and José would show up, and Wagnney would say, 'Have you eaten today or yesterday?' If not, they would go get him some food. That's how poor he was." When asked in an interview with WEC what his motivation is, Aldo replied, "My personal desires. My dream, my goal is to own my own house. This dream motivates me more and more as I get closer to fulfilling it." Den brasilianske film Mais Forte que o Mundo er baseret på hans liv.
Aldo er gift med Vivianne Perreira, der har lilla bælte i jiu-jitsu og har kæmpet to professionelle kampe i Thaiboxing. Deres datter, Joanna blev født i 2012. Aldo er en engageret fodboldfan. I Brasilien er han kendt som supporter for Clube de Regatas do Flamengo og den engelske Premier League klub Chelsea FC.